# Гибель титанов
«Гибель титанов» (англ. Mega Shark versus Crocosaurus — досл. Мега-акула против Крокозавра) — американский триллер производства студии The Asylum, сиквел фильма «Два миллиона лет спустя». Премьера в США состоялась 21 декабря 2010 года. В России фильм был выпущен на DVD 7 июня 2011 года.

## Сюжет
Действие происходит спустя год после битвы двух морских титанов. В одной из шахт Конго пробуждается колоссальных размеров крокодил, который начинает сеять ужас среди местного населения. В это же время в Атлантическом океане американский военный крейсер подвергается нападению огромной акулы, выжившей после схватки с гигантским осьминогом. Миру снова угрожают два жутких монстра. Единственной надеждой мира является их гибель в схватке друг с другом.

## В ролях
| Актёр          | Роль                   |
| -------------- | ---------------------- |
| Гэри Стретч    | Найджел Путнэм         |
| Джэлил Уайт    | доктор Терри МакКормик |
| Сара Ливинг    | агент Хучинсон         |
| Роберт Пикардо | адмирал Кэльвин        |
| Джералд Уэбб   | Жан                    |
| Дилан Вокс     | CWO Бутовски           |
| Ханна Коули    | Легатт                 |
| Стив Мэйсон    | следователь            |

## Продолжение
28 января 2014 вышел сиквел «Мега-акула против Меха-акулы».